# Sahan

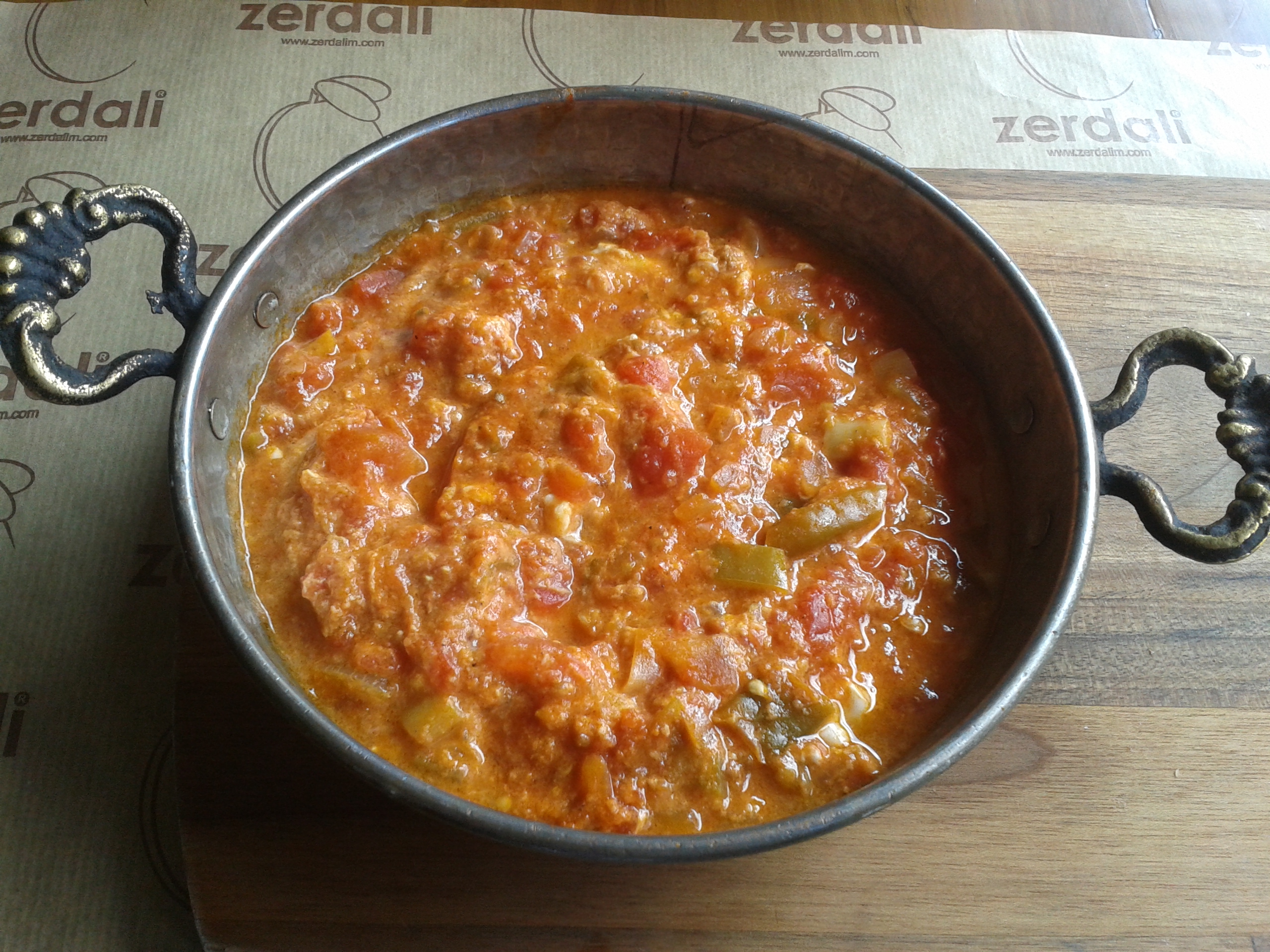
Menemen servito nel sahan

Il Sahan (turco, dall'arabo ṣaḥn صحن ) è un recipiente tradizionale, normalmente di rame, con due manopole laterali, adatto a cucinare e poi mangiare certi piatti turchi, o mediorientali. In Turchia, nei ristoranti, i piatti con le uova con il menemen si cucinano abitualmente al momento e si servono in queste padelle di rame, chiamate sahan che contengono ciascuna una porzione, appena cucinata.
Le preparazione alimentari cucinate nel sahan, generalmente mantengono il nome, come per esempio la sahanda yumurta (turco per "uova nel sahan"). Anche nel caso del sucuk o sucuklu yumurta (sucuk con le uova fritte) la preparazione è normalmente offerta direttamente nel recipiente utilizzato per la cottura. La parola sahan esiste anche nella cultura della Bosnia Erzegovina, dove l'influenza turca si fa sentire più che altrove.